# 緑川氏
緑川氏（みどりかわし）は、武家のひとつ。本姓は菅原氏。本貫は若狭国で、佐竹氏の家臣となるが、主家が秋田転封となっても常陸国内に留まり、土着の土豪となる。水戸藩より磯川村庄屋として取りたてられ、郷士に列する。